# Syncalama turneri
Syncalama turneri är en fjärilsart som beskrevs av Willie Horace Thomas Tams 1930. Syncalama turneri ingår i släktet Syncalama och familjen nattflyn. Inga underarter finns listade i Catalogue of Life.